# 浅沼隆男
浅沼 隆男（あさぬま たかお、1901年8月28日 - 1992年2月14日）は、日本の経営者。明治乳業社長を務めた。岡山県出身。

## 来歴・人物
旧制岡山一中（現：岡山県立岡山朝日高校）を経て、1924年に神戸高等商業学校経済学部（現：神戸大学）を卒業。明治製菓での勤務を経て、1964年11月に明治乳業副社長に就任し、1966年11月には社長に昇格。1972年5月から相談役を務めた。
1992年2月14日老衰のために死去。90歳没。